# 两河口水电站
两河口水电站是中国四川省雅砻江干流规划建设的7座梯级开发的最上游龙头控制性工程。开建时是中国最高、世界第二高的土石坝，仅次于苏联的努列克坝。两河口水电站对下游梯级电站具有巨大的补偿调节效益，具有多年调节能力，极大改善川渝电网汛期电量富裕、枯水期电量不足的不合理电源结构，同时分担长江中下游防洪任务、改善长江航道枯水期航运条件。

## 技术
坝址处多年平均流量664立方米/秒。
枢纽建筑物包括砾石土心墙堆石坝、溢洪道、泄洪洞、放空洞、发电厂房、引水建筑物及尾水建筑物等组成。 
2017年，两河口以下雅砻江干流10个梯级单独运行，整个梯级平枯期（11月至翌年5月）发电量467.2亿kW·h，汛期发电量（6月至10月）659.5亿kW·h，平枯期电量与汛期电量之比为 1:1.41。两河口水电站建成后，其下游干流10个梯级联合运行，整个梯级平枯期电量729.2亿kW·h，汛期电量560.3亿kW·h，平枯期电量与汛期电量之比为1.3:1，梯级补偿效益巨大。枯水年平枯期平均出力445万千瓦，增加平枯期电量225亿千瓦时，相当于增加一个二滩水电站全年的发电量。补偿效益可以延伸到金沙江、长江干流电站。

## 历史
2014年10月6日，该工程经国家核准正式开工。高坝建设具有“高海拔、高边坡、高土石坝、高泄洪流速”等技术挑战。平均每万千瓦迁移人口16人、淹没耕地26亩。
2021年9月29日，两河口水电站首批两台单机50万千瓦机组投产发电，2023年底工程竣工。

## 交通工程

### 大梁子隧道
该隧道为两河口水电站对外交通专用公路的控制性工程，位于甘孜藏族自治州雅江县，隧道起点（K0+129）位于318国道K2961+110处雅江加油站对面的小河沟右岸，引线长约100米，穿越公之吨母山和基俄山，出口位于基俄吊桥下游约500米处的雅砻江左岸岸坡，全长5333米，建成时是甘孜州境内最长的隧道，海拔2641～2650米，采用三级公路技术标准，设计速度30公里每小时，正洞建筑限界净宽8.5米，净高8.5米。由武警水电三总队参建，于2006年1月1日开工，2007年11月12日贯通，11月18日下午举行了贯通仪式。

### 两河口隧道
为特长公路隧道，属两河口水电站交通工程一号公路的重要组成部分，穿越呷拉山，里程K7+480~K13+335，全长5855米，采用三级公路技术标准，设计速度30公里每小时，隧道建筑限界11.0×5.3米。洞内双向车道宽度9米，侧向宽度各0.25米，两侧检修道宽度各0.75米，净宽11米，净高8.49米。2007年1月5日开工建设，历时3年4个月贯通，是当时甘孜州境内最长的隧道。